# Mary Glasspool
Pour les articles homonymes, voir Glasspool.
Mary Glasspool, née le 23 février 1954, est une ecclésiastique de l'Église épiscopalienne des États-Unis. Elle est évêque suffragante dans le diocèse de Los Angeles (en) de 2010 à 2016, puis évêque assistante dans le diocèse de New York depuis 2016. Elle est la première évêque lesbienne consacrée  dans la communion anglicane.

## Biographie
Mary Glasspool est née le 23 février 1954 à Staten Island, New York, fille du pasteur anglican Douglas Murray Glasspool et d'Anne Dickinson. Sa famille s'installe à Goshen (New York), où son père est recteur de l'église St. James jusqu'à sa mort en 1989. Mary Glasspool est diplômée du Dickinson College de Carlisle, Pennsylvanie en 1976 et obtient un Master of Divinity de l'Episcopal Divinity School (en) à Cambridge (Massachusetts) en 1981.
Mary Glasspool est ordonnée diacre en juin 1981 par l'évêque Paul Moore Jr. (en) et pasteure en mars 1982 par l'évêque Lyman Ogilby (en). En 1981, elle est nommée assistante du recteur de l'église St. Paul's Chestnut Hill, Philadelphie, où elle exerce son ministère jusqu'en 1984. Elle est recteure de St. Luke's and St. Margaret's Church (en) à Boston de 1984 à 1992, recteure de St. Margaret’s Episcopal Church (en), à Annapolis, de 1992 à 2001, et a été assistante des évêques du diocèse épiscopalien du Maryland (en) de 2001 à 2009.
Mary Glasspool est élue évêque suffragante le 4 décembre 2009, lors du septième scrutin lors du 115e congrès du diocèse épiscopal de Los Angeles (en) à Riverside (Californie). Le 17 mars 2010, le bureau de l'évêque président de l'Église épiscopalienne américaine certifie son élection et Mary Glasspool est consacrée le 15 mai 2010 à Long Beach (Californie), par l'évêque présidente de l'Église épiscopale, Katharine Jefferts Schori. Elle est la première évêque lesbienne élue à cette fonction dans l'Église épiscopalienne américaine et dans la communion anglicane, et est également la 17e femme élue à l'épiscopat dans l'Église épiscopale. Son élection a attiré l'attention du monde entier dans le contexte du débat en cours sur les évêques gays (en) dans l'anglicanisme. Elle est évêque suffragante dans le diocèse épiscopalien de Los Angeles jusqu'en 2016.
En 2016, Mary Glasspool est nommée évêque assistante du diocèse épiscopalien de New York,.

## Vie privée
En 2019, Mary Glasspool a présenté Becki Sander comme étant son « épouse depuis 31 ans ».